# زهرا احمدی‌پور
زهرا احمدی‌پور سیاستمدار، استاد دانشگاه، معاون رئیس‌جمهور و رئیس سابق سازمان میراث فرهنگی، صنایع دستی و گردشگری در دولت یازدهم و رئیس پیشین مرکز آموزش مدیریت دولتی است.
از سایر سمت‌های اجرایی او عضویت در هیئت مدیره جزیره کیش، مشاور محمدحسین مقیمی استاندار تهران در امور اجتماعی، عضو هیئت عالی گزینش کشور و عضویت در هیئت امنای معاونت پرورش استعدادهای درخشان با رای اعضای شورای عالی انقلاب فرهنگی را می‌توان نام برد.
همچنین در اوایل دولت حسن روحانی او مدتی مدیریت نظارت و ارزیابی پژوهشگاه علوم انسانی و مطالعات فرهنگی را در زمان ریاست صادق آیینه‌وند بر عهده داشت.
زهرا احمدی‌پور دانش‌آموختهٔ رشتهٔ جغرافیای سیاسی و استاد ممتاز دانشگاه تربیت مدرس است.

## سوابق
زهرا احمدی‌پور در شهر ملایر به دنیا آمد. او دانش‌آموخته و مدرس رشتهٔ جغرافیای سیاسی در دانشگاه تربیت مدرس تهران است. مدیرکلی دفتر تقسیمات کشوری وزارت کشور در سال‌های ۱۳۷۶ تا ۱۳۸۲ و معاونت ورزش بانوان سازمان تربیت بدنی در سال‌های ۱۳۸۲ تا ۱۳۸۴ را در کارنامه دارد. او از تیرماه ۱۳۹۷، به حکم وزیر کشور، در سمت مدیرکلیِ دفتر تقسیمات کشوری مشغول بوده‌است. او همچنین از پایه‌گذاران رشتهٔ جغرافیای فرهنگی در پژوهشگاه علوم انسانی و مطالعات فرهنگی است.

## کتاب‌ها
1. ژئوپلیتیک در جهان متغیر، ۱۳۸۴
2. جغرافیای ورزش و اوقات فراغت، ۱۳۸۴
3. ژئوپلیتیک دریای خزر، ۱۳۸۹
4. سیاست و فضا، ۱۳۸۹
5. سازماندهی سیاسی فضا، ۱۳۹۰
6. مبانی جغرافیایی_سیاسی مکان گزینی پایتخت‌ها در ایران، ۱۳۹۰
7. آمایش سیاسی فضای شهری، زیر چاپ
8. امنیت پایدار شهروندی شاخص ها و مدل سازی با همکاری دکتر هادی سیفی فرزاد[نیازمند منبع]